# هراوندرنگی
هراوندرنگی (به لاتین: Hraundrangi) یک کوه در ایسلند است. هراوندرنگی ۱٬۰۷۵ متر بالاتر از سطح دریا واقع شده‌است.